# Reichstagswahlkreis Großherzogtum Oldenburg 2

Die Wahlkreisaufteilung des Deutschen Reichs.

Der Reichstagswahlkreis Großherzogtum Oldenburg 2 (in der reichsweiten Durchnummerierung auch Reichstagswahlkreis 359; auch Reichstagswahlkreis Jever-Weserstede genannt) war der zweite Reichstagswahlkreis für das Großherzogtum Oldenburg für die Reichstagswahlen im Deutschen Reich und im Norddeutschen Bund von 1867 bis 1918.

## Wahlkreiszuschnitt
Der Wahlkreis umfasste die Stadtgemeinde Varel, das Amt Varel ohne die Gemeinden Jade und Schweiburg, die Stadtgemeinde Jever, das Amt Jever, das Amt Rüstringen, das Amt Westerstede, das Amt Butjadingen, das Amt Brake und das Amt Elsfleth ohne die Gemeinden Berne, Neuenhuntorf, Warfleth und Bardewisch.
| Jahr | Einwohner |
| ---- | --------- |
| 1890 | 113.817   |
| 1895 | 120.486   |
| 1900 | 129.143   |
| 1905 | 149.505   |
| 1910 | 168.336   |

|      | Landwirtschaft | Industrie und Gewerbe | Handel und Dienstleistungen |
| ---- | -------------- | --------------------- | --------------------------- |
| 1895 | 51,5           | 32,2                  | 16,2                        |
| 1907 | 38,8           | 39,2                  | 22,1                        |

|      | Evangelisch | Katholisch |
| ---- | ----------- | ---------- |
| 1890 | 97,3        | 1,8        |
| 1905 | 96,3        | 3,0        |
| 1910 | 95,2        | 3,8        |

## Abgeordnete
| Wahl                                        | Abgeordneter           | Partei | Bild |
| ------------------------------------------- | ---------------------- | ------ | ---- |
| Reichstagswahl Februar 1867 bis August 1867 | Hermann Gerhard Müller | NLP    | 0    |
| Reichstagswahl August 1867 bis 1871         | Dagobert Böckel        | DFP    | 0    |
| Reichstagswahl 1871 bis 1872                | Friedrich Graepel      | NLP    | 0    |
| Ersatzwahl 1872 bis 1878                    | Hermann Becker         | NLP    |      |
| Reichstagswahl 1878 bis 1881                | Diedrich Roggemann     | NLP    |      |
| Reichstagswahl 1881 bis 1887                | Arnold Huchting        | DFP    | 0    |
| Ersatzwahl 1887 bis 1912                    | Albert Traeger         | DFP    |      |
| Ersatzwahl 1912 bis 1918                    | Otto Wiemer            | FoVP   | 0    |

## Wahlen

### 1867 (Februar)
Es fand nur ein Wahlgang statt. Die Zahl der gültigen Stimmen betrug 9613.
| Kandidat               | Partei | Stimmen | in % | Anmerkungen |
| ---------------------- | ------ | ------- | ---- | ----------- |
| Hermann Gerhard Müller | NLP    | 5604    | 0    | 0           |

### 1867 (August)
Es fand nur ein Wahlgang statt. Die Zahl der gültigen Stimmen betrug 4617.
| Kandidat        | Partei | Stimmen | in % | Anmerkungen |
| --------------- | ------ | ------- | ---- | ----------- |
| Dagobert Böckel | F      | 3228    | 0    | 0           |

### 1871
Es fand ein Wahlgang statt. 20.206 Männer waren wahlberechtigt. Die Zahl der abgegebenen Stimmen betrug 3895, 16 Stimmen waren ungültig. Die Wahlbeteiligung betrug 19,3 %.
| Kandidat          | Partei   | Stimmen | in % | Anmerkungen |
| ----------------- | -------- | ------- | ---- | ----------- |
| Friedrich Graepel | NLP      | 3398    | 0    | 0           |
| Dr. Löwe          | F        | 349     | 0    | 0           |
|                   | NLP      | 105     | 0    | 0           |
| 0                 | Sonstige | 43      | 0    | 0           |

### Ersatzwahl 1872
Friedrich Graepel legte am 18. Dezember 1871 sein Mandat nieder. Daraufhin kam es am 15. Februar 1872 zu einer Ersatzwahl.
| Kandidat       | Partei | Stimmen | in % | Anmerkungen |
| -------------- | ------ | ------- | ---- | ----------- |
| Hermann Becker | NLP    | 4975    | 0    | 0           |
| Max Hirsch     | F      | 2894    | 0    | 0           |

### 1874
Es fand ein Wahlgang statt. 20.250 Männer waren wahlberechtigt. Die Zahl der abgegebenen Stimmen betrug 4603, 30 Stimmen waren ungültig. Die Wahlbeteiligung betrug 22,9 %.
| Kandidat                 | Partei   | Stimmen | in % | Anmerkungen |
| ------------------------ | -------- | ------- | ---- | ----------- |
| Hermann Becker           | NLP      | 3893    | 0    | 0           |
| Carl Friedrich Trillhose | S (Lass) | 712     | 0    | 0           |
| 0                        | Sonstige | 52      | 0    | 0           |

### 1877
Es fand ein Wahlgang statt. 21.772 Männer waren wahlberechtigt. Die Zahl der abgegebenen Stimmen betrug 9590, 51 Stimmen waren ungültig. Die Wahlbeteiligung betrug 44,3 %.
| Kandidat                 | Partei   | Stimmen | in % | Anmerkungen |
| ------------------------ | -------- | ------- | ---- | ----------- |
| Hermann Becker           | NLP      | 5287    | 0    | 0           |
| Ahlhorst                 | F        | 3848    | 0    | 0           |
| Carl Friedrich Trillhose | S        | 446     | 0    | 0           |
| 0                        | Sonstige | 9       | 0    | 0           |

### Nachwahl 1878
Hermann Becker legte sein Mandat nach der Ernennung zum Obergerichtspräsidenten am 16. März 1878 nieder und es kam am 15. Mai 1878 zu einer Nachwahl. Es fand ein Wahlgang statt. Die Zahl der abgegebenen Stimmen betrug 2543. Hermann Becker erhielt 2530 Stimmen, 13 Stimmen waren zersplittert.

### 1878
Es fand ein Wahlgang statt. 22.799 Männer waren wahlberechtigt. Die Zahl der abgegebenen Stimmen betrug 4079, 3 Stimmen waren ungültig. Die Wahlbeteiligung betrug 17,9 %.
| Kandidat           | Partei   | Stimmen | in % | Anmerkungen |
| ------------------ | -------- | ------- | ---- | ----------- |
| Diedrich Roggemann | NLP      | 4012    | 0    | 0           |
| 0                  | Sonstige | 67      | 0    | 0           |

### 1881
Es fand ein Wahlgang statt. 22.034 Männer waren wahlberechtigt. Die Zahl der abgegebenen Stimmen betrug 9532, 50 Stimmen waren ungültig. Die Wahlbeteiligung betrug 43,5 %.
| Kandidat           | Partei   | Stimmen | in % | Anmerkungen  |
| ------------------ | -------- | ------- | ---- | ------------ |
| Diedrich Roggemann | LibV     | 2242    | 0    | 0            |
| Arnold Huchting    | F        | 6447    | 0    | 0            |
| Frick              | S        | 740     | 0    | Restaurateur |
| Ludwig Windthorst  | Zentrum  | 41      | 0    | Restaurateur |
| 0                  | Sonstige | 62      | 0    | 0            |

### 1884
Es fand ein Wahlgang statt. 22.682 Männer waren wahlberechtigt. Die Zahl der abgegebenen Stimmen betrug 11.332, 44 Stimmen waren ungültig. Die Wahlbeteiligung betrug 50,2 %.
| Kandidat        | Partei   | Stimmen | in % | Anmerkungen |
| --------------- | -------- | ------- | ---- | ----------- |
|                 | NLP      | 3453    | 0    | 0           |
| Arnold Huchting | F        | 6714    | 0    | 0           |
|                 | S        | 1132    | 0    | 0           |
| 0               | Sonstige | 33      | 0    | 0           |

### 1887
Es fanden zwei Wahlgänge statt. 23.318 Männer waren wahlberechtigt. Die Zahl der abgegebenen Stimmen betrug im ersten Wahlgang 16.677, 53 Stimmen waren ungültig. Die Wahlbeteiligung betrug 71,7 %.
| Kandidat         | Partei   | Stimmen | in % | Anmerkungen |
| ---------------- | -------- | ------- | ---- | ----------- |
|                  | NLP      | 8143    | 0    | 0           |
| Heinrich Rickert | F        | 7380    | 0    | 0           |
|                  | S        | 1129    | 0    | 0           |
| 0                | Sonstige | 25      | 0    | 0           |

In der Stichwahl betrug die Zahl der abgegebenen Stimmen 18.474, 79,4 Stimmen waren ungültig. Die Wahlbeteiligung betrug  %.
| Kandidat         | Partei | Stimmen | in % | Anmerkungen |
| ---------------- | ------ | ------- | ---- | ----------- |
|                  | NLP    | 8920    | 0    | 0           |
| Heinrich Rickert | F      | 9554    | 0    | 0           |

### Nachwahl 1887
Heinrich Rickert lehnte das Mandat wegen Doppelwahl ab und es kam zu einer Nachwahl 
Es fanden zwei Wahlgänge statt. Die Zahl der abgegebenen Stimmen betrug im ersten Wahlgang 15.383, 28 Stimmen waren ungültig. Die Wahlbeteiligung betrug 66,1 %.
| Kandidat       | Partei   | Stimmen | in % | Anmerkungen |
| -------------- | -------- | ------- | ---- | ----------- |
|                | NLP      | 7134    | 0    | 0           |
| Albert Traeger | F        | 7235    | 0    | 0           |
|                | S        | 993     | 0    | 0           |
| 0              | Sonstige | 21      | 0    | 0           |

In der Stichwahl am 26. März 1887 betrug die Zahl der abgegebenen Stimmen 17.307, 74,7 Stimmen waren ungültig. Die Wahlbeteiligung betrug  %.
| Kandidat       | Partei | Stimmen | in % | Anmerkungen |
| -------------- | ------ | ------- | ---- | ----------- |
|                | NLP    | 7753    | 0    | 0           |
| Albert Traeger | F      | 9554    | 0    | 0           |

### 1890
Es fand ein Wahlgang statt. Die Zahl der Wahlberechtigten betrug 24.143. Die Zahl der abgegebenen gültigen Stimmen betrug 17.141, 36 Stimmen waren ungültig. Die Wahlbeteiligung belief sich auf 71,0 %.
| Kandidat                 | Partei   | Stimmen | in %   | Anmerkungen |
| ------------------------ | -------- | ------- | ------ | ----------- |
| Albert Traeger           | DFP      | 9185    | 53,7 % | 0           |
| Hinrich Wilhelm Schröder | NLP      | 5479    | 32,0 % | 0           |
| Paul Peter Johannes Hug  | SPD      | 2410    | 14,1 % | 0           |
| 0                        | Sonstige | 31      | 0,2 %  | 0           |

### 1893
Es fanden zwei Wahlgänge statt. Die Zahl der Wahlberechtigten betrug 25.403. Die Zahl der abgegebenen gültigen Stimmen betrug im ersten Wahlgang 15.141, 13 Stimmen waren ungültig. Die Wahlbeteiligung belief sich auf 59,6 %.
| Kandidat                | Partei   | Stimmen | in %   | Anmerkungen |
| ----------------------- | -------- | ------- | ------ | ----------- |
| Albert Traeger          | DFP      | 5357    | 35,4 % | 0           |
| Georg Siemens           | FVP      | 1997    | 13,2 % | 0           |
| Ludwig Enneccerus       | NLP      | 3669    | 24,3 % | 0           |
| Paul Peter Johannes Hug | SPD      | 4053    | 26,8 % | 0           |
| 0                       | Sonstige | 52      | 0,3 %  | 0           |

Die Zahl der abgegebenen gültigen Stimmen betrug in der Stichwahl 13.686, 52 Stimmen waren ungültig. Die Wahlbeteiligung belief sich auf 53,9 %.
| Kandidat                | Partei | Stimmen | in %   | Anmerkungen |
| ----------------------- | ------ | ------- | ------ | ----------- |
| Albert Traeger          | DFP    | 9581    | 70,3 % | 0           |
| Paul Peter Johannes Hug | SPD    | 4053    | 29,7 % | 0           |

### 1898
Es fanden zwei Wahlgänge statt. Die Zahl der Wahlberechtigten betrug 27.054. Die Zahl der abgegebenen gültigen Stimmen betrug im ersten Wahlgang 15.339, 30 Stimmen waren ungültig. Die Wahlbeteiligung belief sich auf 56,7 %.
| Kandidat                | Partei   | Stimmen | in %   | Anmerkungen |
| ----------------------- | -------- | ------- | ------ | ----------- |
| Albert Traeger          | FVP      | 6720    | 43,9 % | 0           |
| Adolf Harbers           | NLP      | 3851    | 25,2 % | 0           |
| Ernst Kruse             | NLP      | 46      | 0,2 %  | 0           |
| Paul Peter Johannes Hug | SPD      | 4663    | 30,5 % | 0           |
| 0                       | Sonstige | 29      | 0,2 %  | 0           |

Die Zahl der abgegebenen gültigen Stimmen betrug in der Stichwahl 13.457, 76 Stimmen waren ungültig. Die Wahlbeteiligung belief sich auf 49,7 %.
| Kandidat                | Partei | Stimmen | in %   | Anmerkungen |
| ----------------------- | ------ | ------- | ------ | ----------- |
| Albert Traeger          | FVP    | 8865    | 66,3 % | 0           |
| Paul Peter Johannes Hug | SPD    | 4516    | 33,7 % | 0           |

### 1903
Es fanden zwei Wahlgänge statt. Die Zahl der Wahlberechtigten betrug 30.877. Die Zahl der abgegebenen gültigen Stimmen betrug im ersten Wahlgang 17.717, 32 Stimmen waren ungültig. Die Wahlbeteiligung belief sich auf 57,4 %.
| Kandidat                 | Partei   | Stimmen | in %   | Anmerkungen |
| ------------------------ | -------- | ------- | ------ | ----------- |
| Schröder-Poggelow        | BdL      | 659     | 3,7 %  | Dr., Berlin |
| Albert Traeger           | FVP      | 7732    | 43,7 % | 0           |
| Christian Jasper Klumker | NS       | 1295    | 7,4 %  | 0           |
| Paul Peter Johannes Hug  | SPD      | 7959    | 45,0 % | 0           |
| 0                        | Sonstige | 40      | 0,2 %  | 0           |

Die Zahl der abgegebenen gültigen Stimmen betrug in der Stichwahl 22.101, 26 Stimmen waren ungültig. Die Wahlbeteiligung belief sich auf 71,6 %.
| Kandidat                | Partei | Stimmen | in %   | Anmerkungen |
| ----------------------- | ------ | ------- | ------ | ----------- |
| Albert Traeger          | FVP    | 13.109  | 59,4 % | 0           |
| Paul Peter Johannes Hug | SPD    | 8966    | 40,6 % | 0           |

### 1907
Es fanden zwei Wahlgänge statt. Die Zahl der Wahlberechtigten betrug 33.520. Die Zahl der abgegebenen gültigen Stimmen betrug im ersten Wahlgang 27.880, 54 Stimmen waren ungültig. Die Wahlbeteiligung belief sich auf 83,2 %.
| Kandidat                  | Partei   | Stimmen | in %   | Anmerkungen              |
| ------------------------- | -------- | ------- | ------ | ------------------------ |
| Albert Traeger            | FVP      | 10.699  | 34,8 % | 0                        |
| Oetken                    | NLP      | 6656    | 23,9 % | Ökonomierat in Oldenburg |
| Paul Peter Johannes Hug   | SPD      | 10.243  | 36,8 % | 0                        |
| Heinrich Eberhard Burlage | Zentrum  | 210     | 0,8 %  | 0                        |
| 0                         | Sonstige | 18      | 0,1 %  | 0                        |

Die Zahl der abgegebenen gültigen Stimmen betrug in der Stichwahl 27.270, 88 Stimmen waren ungültig. Die Wahlbeteiligung belief sich auf 81,4 %.
| Kandidat                | Partei | Stimmen | in %   | Anmerkungen |
| ----------------------- | ------ | ------- | ------ | ----------- |
| Albert Traeger          | FVP    | 17.676  | 65,0 % | 0           |
| Paul Peter Johannes Hug | SPD    | 9506    | 35,0 % | 0           |

### 1912
Es fanden zwei Wahlgänge statt. Die Zahl der Wahlberechtigten betrug 38.288. Die Zahl der abgegebenen gültigen Stimmen betrug im ersten Wahlgang 29.649, 56 Stimmen waren ungültig. Die Wahlbeteiligung belief sich auf 77,4 %.
| Kandidat                | Partei   | Stimmen | in %   | Anmerkungen          |
| ----------------------- | -------- | ------- | ------ | -------------------- |
| Albert Traeger          | FoVP     | 12.204  | 41,2 % | 0                    |
| Strube                  | NLP      | 4335    | 14,7 % | Oberlehrer aus Jever |
| Paul Peter Johannes Hug | SPD      | 13.014  | 44,0 % | 0                    |
| 0                       | Sonstige | 40      | 0,1 %  | 0                    |

Die Zahl der abgegebenen gültigen Stimmen betrug in der Stichwahl 29.781, 227 Stimmen waren ungültig. Die Wahlbeteiligung belief sich auf 77,8 %.
| Kandidat                | Partei | Stimmen | in %   | Anmerkungen |
| ----------------------- | ------ | ------- | ------ | ----------- |
| Albert Traeger          | FoVP   | 15.629  | 52,9 % | 0           |
| Paul Peter Johannes Hug | SPD    | 13.925  | 47,1 % | 0           |

### Ersatzwahl 1912
Traeger starb am 26. März 1912, daher war eine Ersatzwahl notwendig. Es fanden zwei Wahlgänge statt. Der erste Wahlgang fand am 26. April 1912 statt.
| Kandidat                 | Partei   | Stimmen | in %   | Anmerkungen                               |
| ------------------------ | -------- | ------- | ------ | ----------------------------------------- |
| Freiherr von Hemmerstein | BdL      | 998     | 3,8 %  | Fabrikbesitzer, Abentheuer bei Birkenfeld |
| Otto Wiemer              | FoVP     | 10.901  | 41,4 % | 0                                         |
| Albrecht                 | NLP      | 1898    | 7,2 %  | Dr. Rechtsanwalt in Hamburg               |
| Paul Peter Johannes Hug  | SPD      | 12.557  | 47,6 % | 0                                         |
| 0                        | Sonstige | 2       | 0,0 %  | 0                                         |

Die Stichwahl fand am 8. Mai 1912 statt.
| Kandidat                | Partei | Stimmen | in %   | Anmerkungen |
| ----------------------- | ------ | ------- | ------ | ----------- |
| Otto Wiemer             | FoVP   | 15.954  | 54,1 % | 0           |
| Paul Peter Johannes Hug | SPD    | 13.561  | 45,9 % | 0           |